# Franz Schmelter
Joh. Franz Schmelter (geboren am 18. Januar 1862 in Essen; gestorben am 10. Dezember 1924 in Heidelberg-Schlierbach, Deutsches Reich) war ein deutscher Theater- und Filmschauspieler sowie Regisseur, Drehbuchautor und Filmproduzent der Stummfilmzeit.

## Leben
Franz Schmelter hatte seit den 1880er Jahren Theater in der deutschen Provinz gespielt, nachzuweisen sind unter anderem Verpflichtungen 1886/87 in Würzburg, 1890 bis 1892 in Elberfeld und 1894/95 in Chemnitz. Später ging er nach Berlin zum Film, wo er, kurz nach Ausbruch des Ersten Weltkriegs, fünf Jahre lang ein vielbeschäftigter Filmregisseur wurde. Sein Spezialgebiet waren Lustspiele und Komödien, die er für überwiegend kleine Firmen wie die Luna-Film, die Greenbaum-Film, die Elga-Film, die L'Arronge-Film oder auch seine eigene Firma, die Schmelter-Film, inszenierte. Mehrfach war Schmelter auch an den dazugehörigen Drehbüchern beteiligt. Keiner dieser Inszenierungen besitzt eine filmhistorische Bedeutung.

## Filmografie (Auswahl)
- 1915: Der fesche Rudi
- 1915: Ihr Geburtstag
- 1915: Liebet die Männer
- 1915: Ein brauner Lappen
- 1916: Familie Möllmann
- 1916: Die Jungfrau von Orleans in Schlotterdeike
- 1916: Homunkulieschen
- 1916: Dalles und Liebe
- 1916: Christofs Brautfahrt
- 1916: Herr und Frau Schliephake
- 1916: Der Millionenschuster
- 1916: Ein toller Abend
- 1916: Der Floh von Baskerville
- 1916: Nur einmal blüht im Jahr der Mai
- 1917: Die wilde Lilly
- 1917: s'Lieserl vom Loisachtal
- 1917: Lu'chens Ehefreuden
- 1917: Lu'chens Verlobung am Gartentor
- 1917: Die Schlange der Kleopatra
- 1917: Lu's Backfischzeit
- 1917: Die Dollartante
- 1918: Habakuk
- 1918: Der Liebe Werdegang
- 1918: Hertas schönster Abend
- 1918: Hummels Steckenpferd
- 1920: Die verflixte Eifersucht
- 1920: So 'ne Landpomeranze
- 1920: Das blaue Duell
- 1920: Ihr tollster Trick